# چرخ‌ریسک‌های کاکلی
چرخ‌ریسک‌های کاکلی (نام علمی: Lophophanes) نام یک سرده از تیره چرخ‌ریسکان است.

## گونه‌ها
- چرخ‌ریسک کاکلی (Lophophanes cristatus)
- چرخ‌ریسک کاکل‌خاکستری (Lophophanes dichrous)